# Montañas Chūgoku
Las Montañas Chūgoku (中国山地 Chūgoku Sanchi?) es una cordillera en la región de Chūgoku del oeste de Japón. Se extiende en sentido este-oeste y abarca aproximadamente 500 km (311 mi) desde la Prefectura de Hyōgo en el esté hasta la costa de la Prefectura de Yamaguchi. La cordillera también sigue bajo el Océano Pacífico.
Las dos montañas más altas de la cadena son Daisen y el Monte Hyōno, los cuales miden 1,729 m y 1,510 m respectivamente. Varias montañas en la cordillera también pasan los mil metros, mientras que las más pequeñas no llegan a los 500 m. El granito es el mineral más común de las montañas, mucho del cual se ha visto expuesto a la erosión.

## Geografía
Aparte de Daisen, la mayor parte de las montañas se ubican a lo largo del borde entre las prefecturas Tottori y Okayama, y el borde entre Shimane y Hiroshima. Las montañas forman una división de desagüe y una barrera natural en el oeste, entre la región de San’in al norte y la región de San'yō al sur.

## Montañas importantes
- Monte Daisen（大山）, 1 729 m (5 673 pies)
- Monte Hyōno （氷ノ山）, 1 510 m (4 954 pies)
- Monte Mimuro (三室山), 1 358 m (4 455 pies)
- Monte Osorakan (恐羅漢山), 1 346 m (4 416 pies)
- Monte Ushiro (後山), 1 345 m (4 413 pies)
- Monte Kanmuri (冠山), 1 339 m (4 393 pies)
- Monte Jakuchi (寂地山), 1 337 m (4 386 pies)
- Monte Ōgi (扇ノ山), 1 310 m (4 298 pies)
- Monte Dōva (道後山), 1 268 m (4 160 pies)
- Monte Hiba (比婆山), 1 264 m (4 147 pies)
- Monte Nagi (那岐山), 1 255 m (4 117 pies)
- Monte Hiru (蒜山), 1 199 m (3 934 pies)
- Monte Sentsū (船通山), 1 142 m (3 747 pies)
- Monte Myōken (妙見山), 1 136 m (3 727 pies)
- Monte Sambe (三瓶山), 1 126 m (3 694 pies)
- Monte Ōsa (大佐山), 1 069 m (3 507 pies)
- Monte Sen (千ヶ峰), 1 005 m (3 297 pies)
- Monte Hōbutsu (宝仏山), 1 005 m (3 297 pies)
- Monte Seppiko (雪彦山), 915 metros (3002 pies)
- Monte Aono (青野山), 907 metros (2976 pies)
- Monte Misumi (三角山), 516 metros (1693 pies)
- Monte Haku (白山), 510 metros (1673 pies)

## Ríos
Las Montañas Chūgoku son la fuente de varios ríos en el oeste de Japón. Todos fluyen o hacia el norte al Mar de Japón, o al sur al Mar interior de Seto, con la excepción de Río Gōnokawa (206 km), que corre por la cordillera en las prefecturas de Hiroshima y Shimane.
El Río Sendai (52 km), el Río Tenjin (32 km), el Río Hino (77 km), y el Río Kando (82 km) corren abruptamente desde las Montañas Chūgoku al Mar del Japón. El Río Yoshii (83 km), el Río Asahi (88 km) y el Río Ōta (655 km) forman una amplia llanura aluvial al sur de la cadena montañosa y desembocan en el Mar Interior de Seto.

## Economía
Las Montañas Chūgoku son una fuente de arena de hierro, y la región entonces tuvo las primeras productoras de utensilios de hierro en el país. Las amplias mesetas de la región montañosa ayudan a la explotación ganadera, más que nada la producción de la carne wagyu. Los numerosos ríos de las Montañas Chūgoku apoyan una extensa de red de producción de arroz en el oeste de Japón.